# Zopowy-Osiedle
Zopowy-Osiedle (německy Soppau Siedlung) je ves v jižním Polsku, v Opolském vojvodství, v okrese Hlubčice, v gmině Hlubčice.

## Geografie
Ves leží v Opavské pahorkatině u úpatí Zlatohorské vrchoviny.

## Příroda
Ves se nachází na hranicích přírodního parku (polsky obszar chronionego krajobrazu) Rajón Mokre - Lewice.

## Doprava
Vesnicí prochází silnice 1. třídy č. 38 (DK38). Dříve byla vedle osady železniční zastávka Zopowy Równe (německy Soppau Roben) na dnes již zrušené železniční trati č. 333 Krnov - Głubczyce.